# Lieven Van Gils
Lieven Van Gils (n. în Hoogstraten, pe 24 februarie 1964) este un prezentator și jurnalist sportiv belgian, realizator de emisiuni pentru canalul public de televiziune flamand VRT.

## Biografie
Lieven Van Gils s-a născut pe 24 februarie 1964, în Hoogstraten, provincia Antwerpen, într-o familie în care ambii părinți lucrau în învățământ. El are un frate și o soră mai tânără.
Prezentatorul belgian a studiat filologie germană la Universitatea Catolică din Leuven. Ulterior, Van Gils a predat la Seminarul Minor din Hoogstraten, unde el însuși a fost elev. În 1987, Van Gils a trecut examenul de regizor de transmisiuni la radioteleviziunea flamandă, pe atunci numită BRT, și a început să lucreze în acest domeniu în radiodifuziune.

### Jurnalist sportiv
În timp ce-și satisfăcea serviciul militar obligatoriu, Van Gils a lucrat în orele sale libere în redacția sportivă a radiodifuziunii, condusă de Jan Wauters. În 1990 el s-a mutat la postul de radio Studio Brussel al VRT, unde a rămas timp de 10 ani.
Când Belgia și Țările de Jos au organizat împreună Campionatul European de Fotbal din 2000, i s-a solicitat de către VRT să comenteze unele din partide. Curând după aceea, el a început să lucreze ca angajat permanent al redacției de sport a VRT.
În 2002, Van Gils a prezentat emisiunea sportivă Editie laat: Over de lijn. În fiecare an între 2005 și 2015, el a realizat interviuri cu cicliști și manageri de echipă în timpul competiției Turul Franței, în talk-show-ul lui Karl Vannieuwkerke, Tour ..., Vive le vélo (redenumit ulterior Vive le vélo), care era produs de canalul de televiziune Eén al VRT. În timpul zilei, el asigura, împreună cu Michel Wuyts și José De Cauwer, acoperirea live a curselor cicliste. De asemenea, el făcea rezumatele zilnice ale evenimentului ciclist în emisiunea Het Journaal a postului Eén. Din cauza faptului că a început să fie ocupat cu talk-show-ul Van Gils & Gasten (Van Gils & Invitații), el a renunțat să se mai ocupe de acoperirea mediatică a Turului Franței, începând cu ediția din 2016. Tot în 2016, el va fi prezentatorul programului De EK-watchers pentru postul Radio 2 în timpul Campionatului European de Fotbal.

### Alte emisiuni de televiziune
În ultimul timp, Lieven Van Gils a fost co-prezentator, alături de Phara de Aguirre, în talk-show-ul Phara produs de televiziunea Canvas. Începând din 2010, el a prezentat emisiunea nocturnă Reyers laat, la început împreună cu fostul coleg de redacție sportivă Dirk Abrams, apoi, după problemele de sănătate ale acestuia, în alternanță cu Kathleen Cools, până la scoaterea acesteia din grila de programe, în mai 2015.
Uneori, el comentează în voice-over pentru jurnalul Karrewiet al televiziunii pentru copii și tineret Ketnet. De asemenea, el a jucat rolul „Fredje” în trei episoade ale ultimului sezon al serialului de comedie „F.C. De Kampioenen”: Ronaldinho en Julia, Kop van jut și De mooiste dag.
În 2013, Lieven Van Gils a primit premiul „Steaua Televiziunii Flamande 2013” pentru cel mai bun prezentator.
După scoaterea din grilă a emisiunii Reyers laat, Van Gils prezintă, începând din toamna anului 2015, un talk-show pe canalul Eén: Van Gils & Gasten (Van Gils & Invitații).

## Viața privată
Lieven Van Gils este căsătorit și are doi copii. Actualmente el locuiește în Keerbergen.